# Pantherophis slowinskii
Pantherophis slowinskii är en ormart som beskrevs av Burbrink 2002. Pantherophis slowinskii ingår i släktet Pantherophis och familjen snokar. Inga underarter finns listade i Catalogue of Life.
Arten förekommer i södra USA i Arkansas, Louisiana och östra Texas. Den lever i skogar med tallar och ekar. Dessutom besöks jordbruksmark, betesmarker, ladugårdar och andra sällan använda byggnader. Honor lägger ägg.
Hos arten Pituophis ruthveni som lever i samma region minskade populationen markant på grund av landskapsförändringar. Pantherophis slowinskii är allmänt sällsynt och det är oklart hur beståndet påverkas. IUCN kategoriserar arten globalt som otillräckligt studerad.